# Begonia kui
Espèce
Begonia kui est une espèce de plantes de la famille des Begoniaceae.